# 青木篤
青木 篤（あおき あつし）は、日本の空手家。農協勤務・農業者。群馬県長野原町在住。「沖縄空手」「清永会」五段の高段者である。
2016年の63歳当時にクマを素手で撃退したことで知られる。

## 熊撃退
2016年9月1日。昼過ぎに渓流釣り中に「ウォー」と、わずか5メートルほど先の藪の中から顔を上げた黒い塊は、目が合うや仁王立ちとなって咆哮を上げ、前足を地面につけると、あっという間に飛びかかってきた。180～190センチ。瞬時に川べりに上がったが、顔くらいに口を開けて飛びかかってきた。身体をかわそうとしたけど、跳ね飛ばされてしまい、よろめいた隙に長靴の上からふくらはぎの下をガブッと噛まれる。牙が食い込むが、わざと無理やり足を引き剥がす。手負いとなったが熊の攻撃は止まない。両前足を交互に振りおろされ、右目の脇を爪で裂かれた。（瞬時に右目直撃をかわした。）攻撃を避けながら必死で熊の顔を連続で左右正拳突きと殴って応戦。懐に飛び込んで首を押さえ込もうとしたら、熊が頭をブルッて振っただけで外されて、右手を振り下ろしてきた。その手をはらってかわすと、ちょうど目の前に熊の右目が来た。右腕を伸ばし、その目に中指と人差し指の2本を渾身の力を込めて突き刺す。沖縄空手の『貫手』という技が（目潰し）炸裂し、眼球にブスッと入る。抜かずに刺し続けると、攻撃的だった熊が一目散に逃げていった。「何回か木にぶつかっていったから目は潰れた。」と言う。
ツキノワグマの巨大な雄との死闘の実話である。

## 道場・弟子
- 道場を開き、30人の弟子を取っていたほどの人物である。
- 猟友会の若手に空手の弟子がおり、師が凄い事を取材で述べ、尊敬している。

## TV・新聞
- ANN 「釣りの最中にクマが・・・空手の高段者が“素手”で撃退」(2016年9月2日)
- 毎日新聞 「渓流釣り中 クマ襲撃、空手高段者　目つぶしで撃退　群馬」(2016年9月1日)
- JCSTA　「ニュース　熊を素手で撃退した63歳空手家　『大山倍達を超えた』」(2016年9月2日)
- TBSテレビ『水曜日のダウンタウン』「クマ倒したジジイ-1GP」（2019年1月30日） - エントリーしたものの体調不良により辞退[1]